# Macintosh IIci

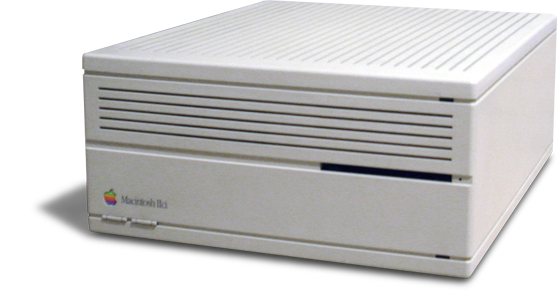
Macintosh IIci

Macintosh IIci ist der Name eines von Apple produzierten Computers. Er wurde am 20. September 1989 vorgestellt, die Produktion endete am 10. Februar 1993. Er folgte dem Macintosh IIcx, wobei das c für compact und das i für improved steht.
Der Rechner basierte auf einem Motorola 68030 mit 25 MHz und der FPU Motorola 68882. Wie der IIcx war dieser mit 3 NuBus-Steckplätzen ausgestattet.